# Александер (Манітоба)
Александер (англ. Alexander) — сільський муніципалітет в Канаді, у провінції Манітоба.

## Населення
За даними перепису 2016 року, сільський муніципалітет нараховував 3333 жителів, показавши зростання на 11,7%, порівняно з 2011-м роком. Середня густина населення становила 2,1 осіб/км².
З офіційних мов обидвома одночасно володіли 510 жителів, тільки англійською — 2 815. Усього 270 осіб вважали рідною мовою не одну з офіційних, з них 20 — одну з корінних мов, а 50 — українську.
Працездатне населення становило 50,7% усього населення, рівень безробіття — 10,1% (13,1% серед чоловіків та 7,6% серед жінок). 82,8% були найманими працівниками, 15,8% — самозайнятими.
Середній дохід на особу становив $41 059 (медіана $34 608), при цьому для чоловіків — $48 869, а для жінок $33 144 (медіани — $42 470 та $27 904 відповідно).
30,8% мешканців мали закінчену шкільну освіту, не мали закінченої шкільної освіти — 22,6%, 46,8% мали післяшкільну освіту, з яких 22,3% мали диплом бакалавра, або вищий, 10 осіб мали вчений ступінь.
| Статево-вікова структура населення | Статево-вікова структура населення | Статево-вікова структура населення | Статево-вікова структура населення | Статево-вікова структура населення |
| ---------------------------------- | ---------------------------------- | ---------------------------------- | ---------------------------------- | ---------------------------------- |
|                                    |                                    |                                    |                                    |                                    |
| Всього                             | Всього                             | 51,9%48,1%                         |                                    |                                    |
| 0 — 14 років                       | 0 — 14 років                       |                                    | 11,4%                              | 11,4%                              |
| 15 — 64 років                      | 15 — 64 років                      |                                    | 59,8%                              | 59,8%                              |
| 65 і більше                        | 65 і більше                        |                                    | 28,8%                              | 28,8%                              |
| 85 і більше                        | 85 і більше                        |                                    | 1,2%                               | 1,2%                               |
| Середній вік (років)               | Середній вік (років)               | 50,350,7                           | 50,5                               | 50,5                               |
| Медіана (років)                    | Медіана (років)                    | 56,456,8                           | 56,6                               | 56,6                               |
| — чоловіки — жінки                 |                                    |                                    |                                    |                                    |

| Походження мешканців:     | Походження мешканців:     | Походження мешканців: | Походження мешканців: | Походження мешканців: |
| ------------------------- | ------------------------- | --------------------- | --------------------- | --------------------- |
| Походження                |                           |                       | осіб                  | %                     |
| Корінні американці        | Корінні американці        |                       | 870                   | 26.13%                |
| Інше північноамериканське | Інше північноамериканське |                       | 875                   | 26.28%                |
| Європейське               | Європейське               |                       | 2 545                 | 76.43%                |
| британське                | британське                |                       | 1 195                 | 35.89%                |
| французьке                | французьке                |                       | 870                   | 26.13%                |
| українське                | українське                |                       | 600                   | 18.02%                |
| Азійське                  | Азійське                  |                       | 50                    | 1.5%                  |

| Зайнятість населення за галузями (за класифікацією NOC): | Зайнятість населення за галузями (за класифікацією NOC): | Зайнятість населення за галузями (за класифікацією NOC): | Зайнятість населення за галузями (за класифікацією NOC): | Зайнятість населення за галузями (за класифікацією NOC): |
| -------------------------------------------------------- | -------------------------------------------------------- | -------------------------------------------------------- | -------------------------------------------------------- | -------------------------------------------------------- |
|                                                          |                                                          |                                                          |                                                          |                                                          |
| Управління                                               | Управління                                               |                                                          | 14%                                                      | 14%                                                      |
| Бізнес, фінанси та адміністрування                       | Бізнес, фінанси та адміністрування                       |                                                          | 13%                                                      | 13%                                                      |
| Природничі та прикладні науки                            | Природничі та прикладні науки                            |                                                          | 2%                                                       | 2%                                                       |
| Охорона здоров'я                                         | Охорона здоров'я                                         |                                                          | 5,8%                                                     | 5,8%                                                     |
| Освіта, правозахист, муніципальні та урядові служби      | Освіта, правозахист, муніципальні та урядові служби      |                                                          | 11,6%                                                    | 11,6%                                                    |
| Мистецтво, культура, відпочинок та спорт                 | Мистецтво, культура, відпочинок та спорт                 |                                                          | 2%                                                       | 2%                                                       |
| Роздрібна торгівля та послуги                            | Роздрібна торгівля та послуги                            |                                                          | 21,5%                                                    | 21,5%                                                    |
| Гуртова торгівля, транспорт та обладнання                | Гуртова торгівля, транспорт та обладнання                |                                                          | 21,2%                                                    | 21,2%                                                    |
| Природні ресурси, сільське господарство                  | Природні ресурси, сільське господарство                  |                                                          | 6,1%                                                     | 6,1%                                                     |
| Виробництво                                              | Виробництво                                              |                                                          | 2%                                                       | 2%                                                       |

## Населені пункти
До складу сільського муніципалітету входить містечко Паверв'ю-Пайн-Фоллс, а також хутори, інші малі населені пункти та розосереджені поселення.

## Клімат
Середня річна температура становить 2°C, середня максимальна – 22,8°C, а середня мінімальна – -24,5°C. Середня річна кількість опадів – 501 мм.
| Клімат поселення                              | Клімат поселення | Клімат поселення | Клімат поселення | Клімат поселення | Клімат поселення | Клімат поселення | Клімат поселення | Клімат поселення | Клімат поселення | Клімат поселення | Клімат поселення | Клімат поселення | Клімат поселення |
| Показник                                      | Січ.             | Лют.             | Бер.             | Квіт.            | Трав.            | Черв.            | Лип.             | Серп.            | Вер.             | Жовт.            | Лист.            | Груд.            |                  |
| Середній максимум, °C                         | −12,1            | −8,52            | −1,21            | 8,90             | 16,94            | 22,40            | 22,84            | 21,70            | 15,90            | 9,10             | −0,85            | −10,51           |                  |
| Середня температура, °C                       | −18,31           | −14,7            | −7,4             | 2,70             | 10,77            | 16,20            | 18,99            | 17,84            | 12,04            | 5,24             | −4,7             | −14,37           |                  |
| Середній мінімум, °C                          | −24,5            | −20,91           | −13,59           | −3,49            | 4,56             | 10,00            | 15,14            | 14,00            | 8,19             | 1,40             | −8,55            | −18,22           |                  |
| Норма опадів, мм                              | 20               | 15               | 21               | 28               | 53               | 83               | 75               | 66               | 56               | 37               | 26               | 21               |                  |
| Середньомісячна швидкість вітру, м/с          | 3.40             | 3.30             | 3.60             | 3.70             | 3.80             | 3.51             | 3.30             | 3.50             | 3.80             | 4.00             | 3.90             | 3.50             |                  |
| Середньомісячна сонячна радіація, кДж/м²·день | 4170             | 7574             | 12512            | 17181            | 20111            | 20896            | 21153            | 17905            | 12160            | 7126             | 3986             | 3025             |                  |
| --------------------------------------------- | ---------------- | ---------------- | ---------------- | ---------------- | ---------------- | ---------------- | ---------------- | ---------------- | ---------------- | ---------------- | ---------------- | ---------------- | ---------------- |
| Джерело:                                      |                  |                  |                  |                  |                  |                  |                  |                  |                  |                  |                  |                  |                  |